# Peter Baltes
Peter Baltes född 4 april 1958 i Solingen, Tyskland, är en tysk basist främst känd från heavy-metal bandet Accept.
Han är framröstad av läsarna som #1 basist i tidningen Burn Magazine 1985 och framröstad som bästa basist i Europa, Metal Hammer magazine 1985.
Peter Baltes är numera bosatt i Pennsylvania, USA med sin fru och två söner. Peter Baltes offentliggör att han lämnar Accept i november 2018 efter att ha varit medlem i 42 år.

## Diskografi
Utgivna skivor med Accept
- Accept (1979)
- I'm a Rebel (1980)
- Breaker (1981)
- Restless and Wild (1982)
- Balls to the Wall (1983)
- Metal Heart (1985)
- Russian Roulette (1986)
- Eat the Heat (1989)
- Objection Overruled (1993)
- Death Row (1994)
- Predator (1996)

Övriga
- Bakgrundssång på Scorpions album "Savage Amusement".
- Bas på John Norums album "Face The Truth" och "Worlds Away".
- Bas på Dokkens album "Breaking The Chains" (1983).
- Bas och bakgrundssång på Don Dokkens soloalbum "Up From the Ashes" (1990).